# José Deodoro Troufa Real

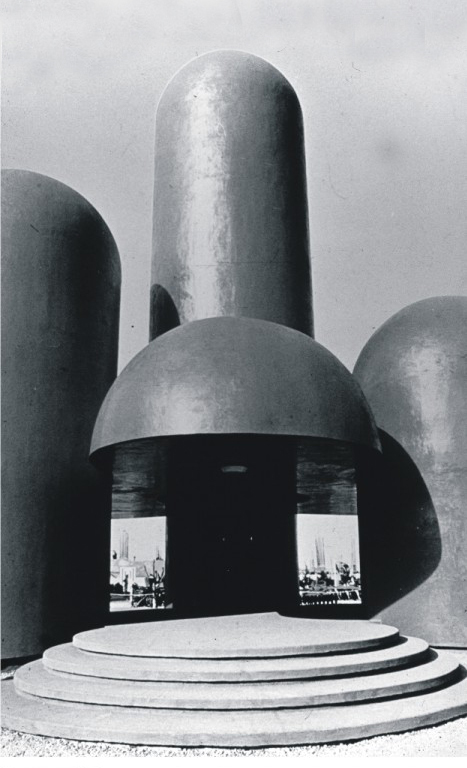
Pavilhão NOCAL na Feira Internacional de Luanda, 1972, Angola

José Deodoro Faria Troufa Real (1941) é um arquitecto português.

## Biografia
Especializado em Arquitectura e Urbanismo com obras edificadas em Portugal, Angola, Macau e México.
1967  - Diplomado na Escola Superior de Belas Artes de Lisboa em Arquitetura
1981 - Diplomado em urbanismo na  Architectural Association, Londres
1986 – PhD na Faculdade de Arquitetura / Universidade Técnica de Lisboa
1999 - Professor Catedrático na Faculdade de Arquitetura / Universidade Técnica de Lisboa
Membro: Architectural Association de Londres (AA) Nº 19939
Ordem dos Arquitetos de Portugal Nº 464
Ordem dos Arquitetos de Angola Nº4 29
Presidente da Fundação Troufa Real—UKUMA, com sede em Angola e várias delegações em Países Tropicais
Professor na Faculdade de Arquitetura de Lisboa e na Universidade Moderna.